# Module de recherche russe
Le Module de recherche russe (RM) devait être un composant de la Station spatiale internationale construit par la Russie et fournissant les aménagements pour des expérimentations scientifiques.
La conception initiale de l'ISS prévoyait trois de ces modules, puis deux, amarrés au module d'amarrage universel (UDM). Mais dès les débuts du programme, les difficultés budgétaires russes imposèrent l'annulation d'un de ces modules et de l'UDM. Le module restant devait être construit et lancé pour 2010 au plus tôt.
En 2007, toujours pour des raisons budgétaires, le second module fut également annulé et remplacé par le Mini-Module de Recherche 1 qui a été lancé en 2010 par la navette spatiale américaine, vol STS-132.